# Hashīān
Hashīān (persiska: حَشيان, هَشِيان, حَسَنيان, هشیان, Ḩashīān) är en ort i Iran.   Den ligger i provinsen Markazi, i den centrala delen av landet, 300 km sydväst om huvudstaden Teheran. Hashīān ligger 2 093 meter över havet och antalet invånare är 283.
Terrängen runt Hashīān är kuperad. Runt Hashīān är det ganska tätbefolkat, med 129 invånare per kvadratkilometer. Närmaste större samhälle är Hendūdūr, 14,8 km öster om Hashīān. Trakten runt Hashīān består i huvudsak av gräsmarker.